# 606 Brangane
Brangane (asteróide 606) é um asteróide da cintura principal com um diâmetro de 35,54 quilómetros, a 2,0173596 UA. Possui uma excentricidade de 0,2201718 e um período orbital de 1 519,75 dias (4,16 anos).
Brangane tem uma velocidade orbital média de 18,51827628 km/s e uma inclinação de 8,62522º.
Esse asteróide foi descoberto em 18 de Setembro de 1906 por August Kopff.